# Крепость Библа
Крепость Библа — крепость в Ливане, построенная в XII веке и сохранившаяся до нашего времени.

## История
Крепость была построена крестоносцами сразу после Первого крестового похода на территории графства Триполи.
Крепость несколько раз переходила из рук в руки, пока в конце концов не оказалась в руках египетских мамлюков.

## Расположение и окрестности
Крепость находится недалеко от Средиземного моря.
Вблизи крепости — античные руины.

## Музей
На территории крепости действуют музей и смотровые площадки.

Экспонаты музея
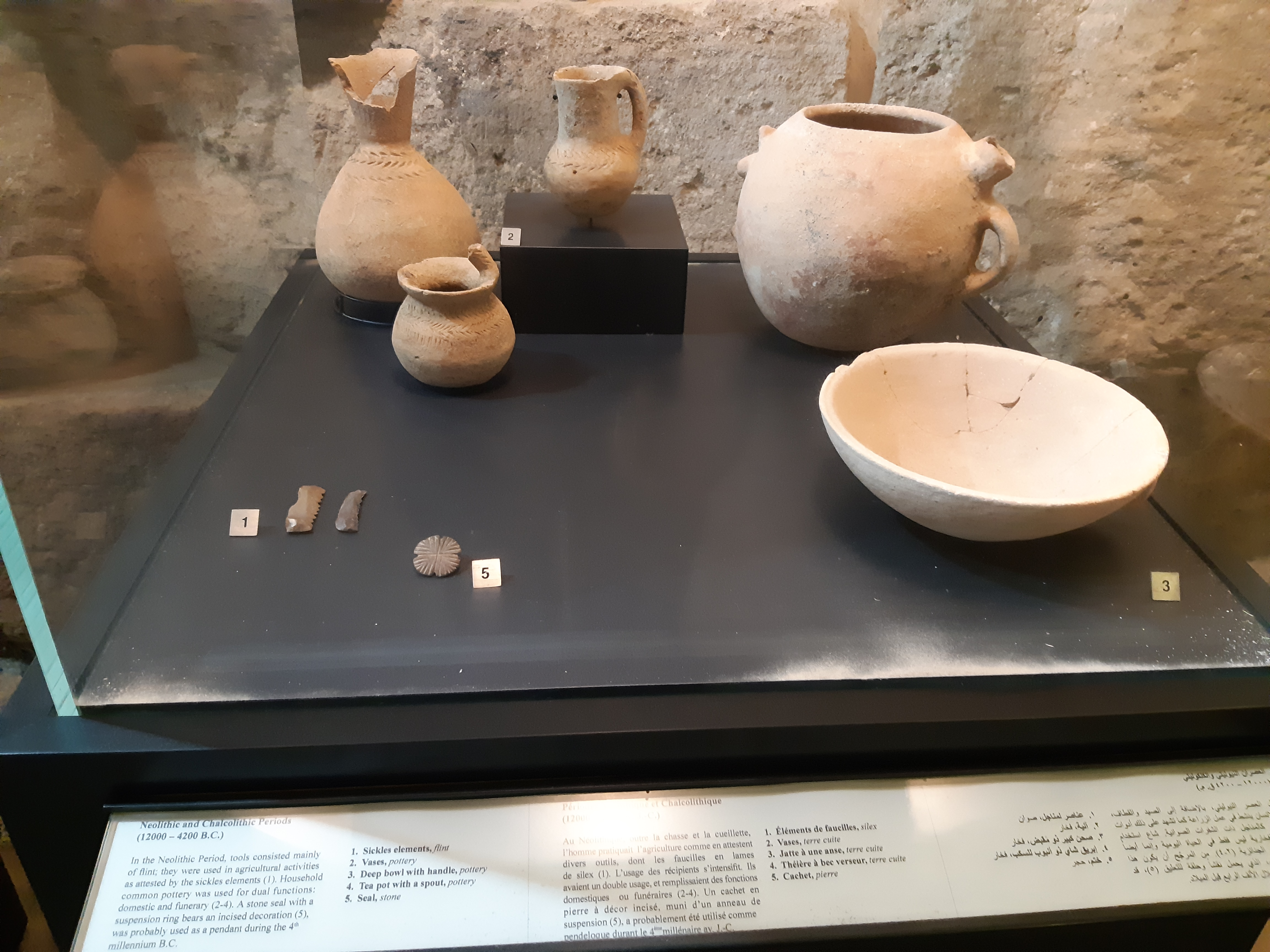
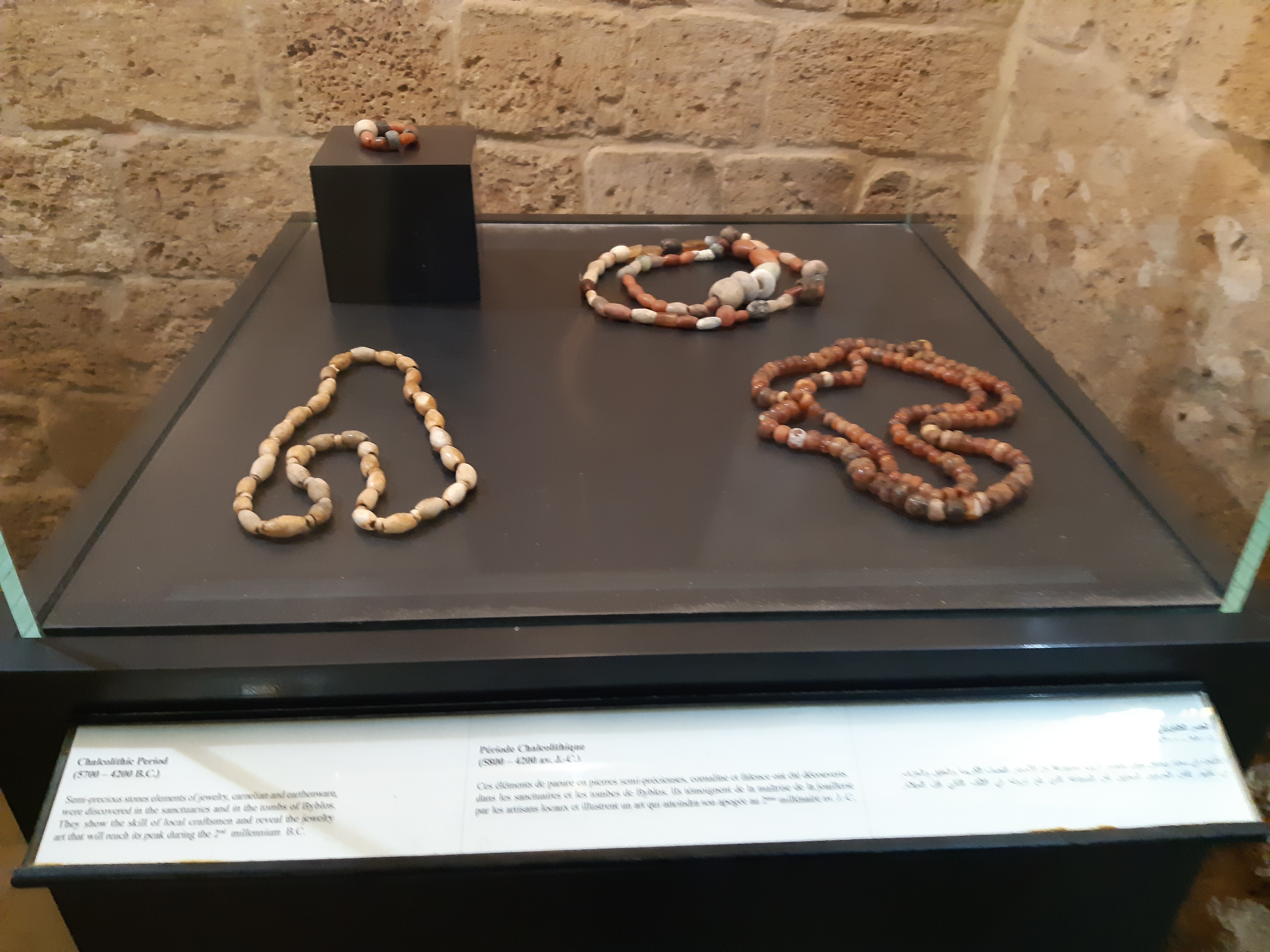
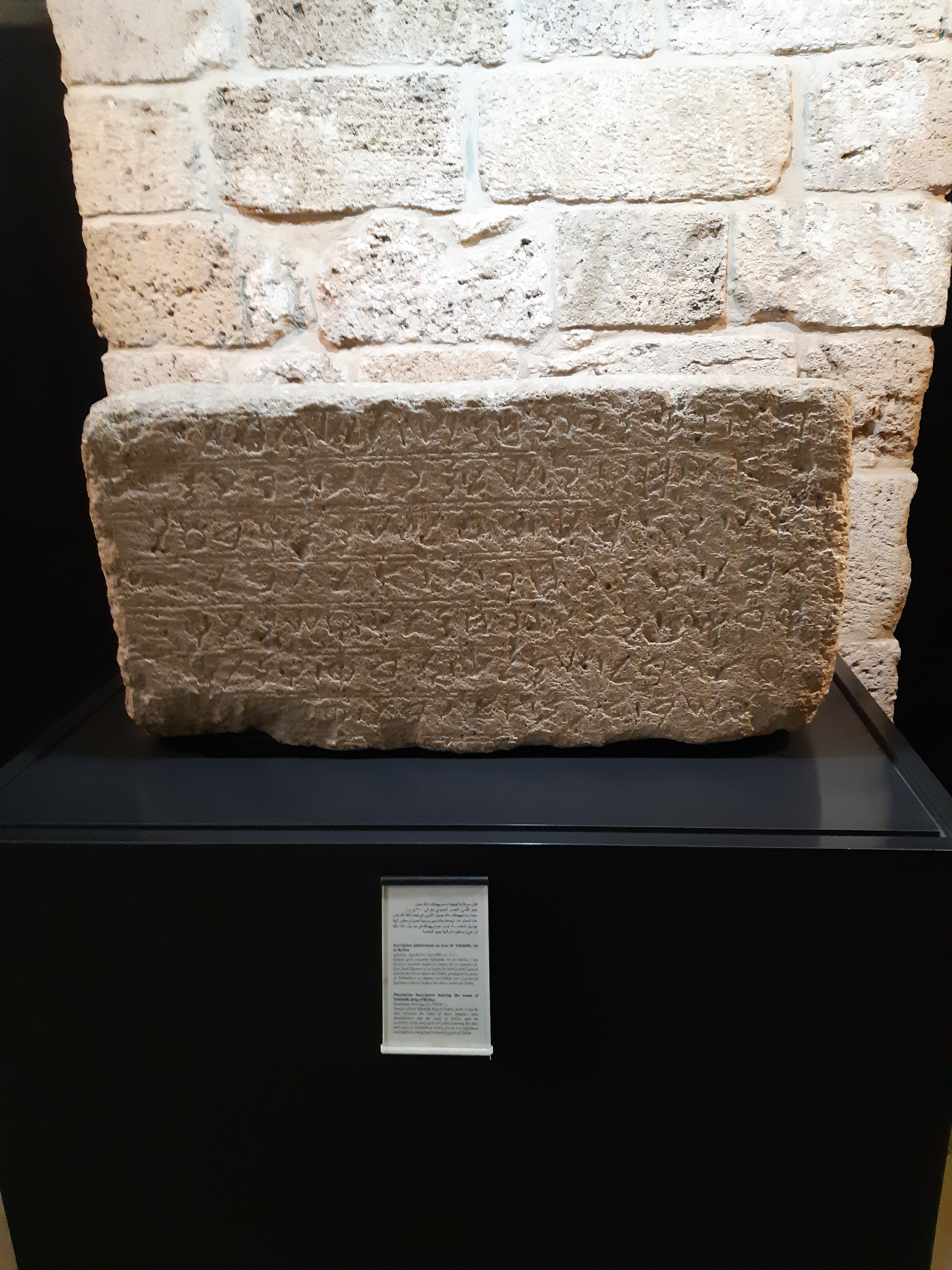
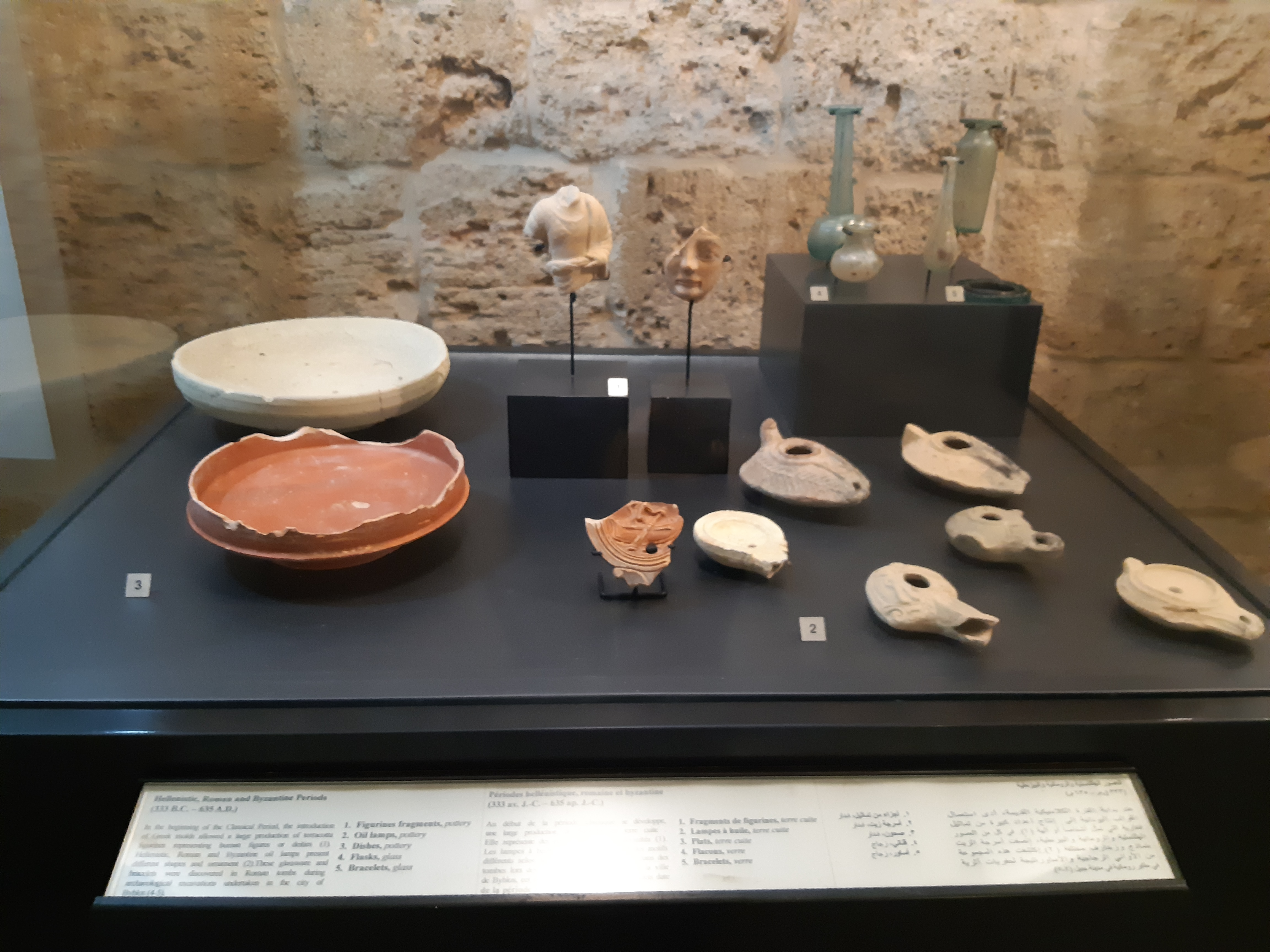
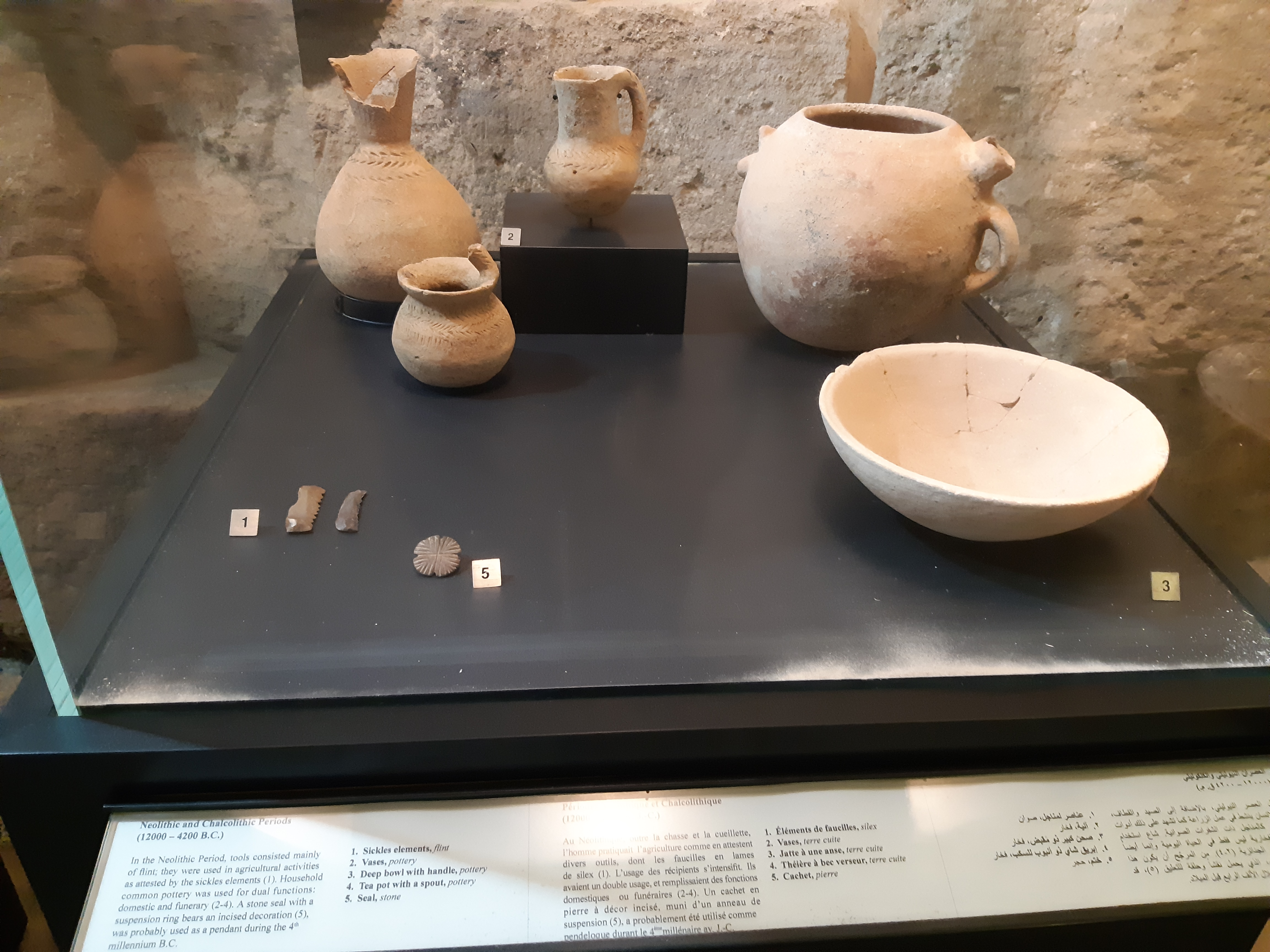
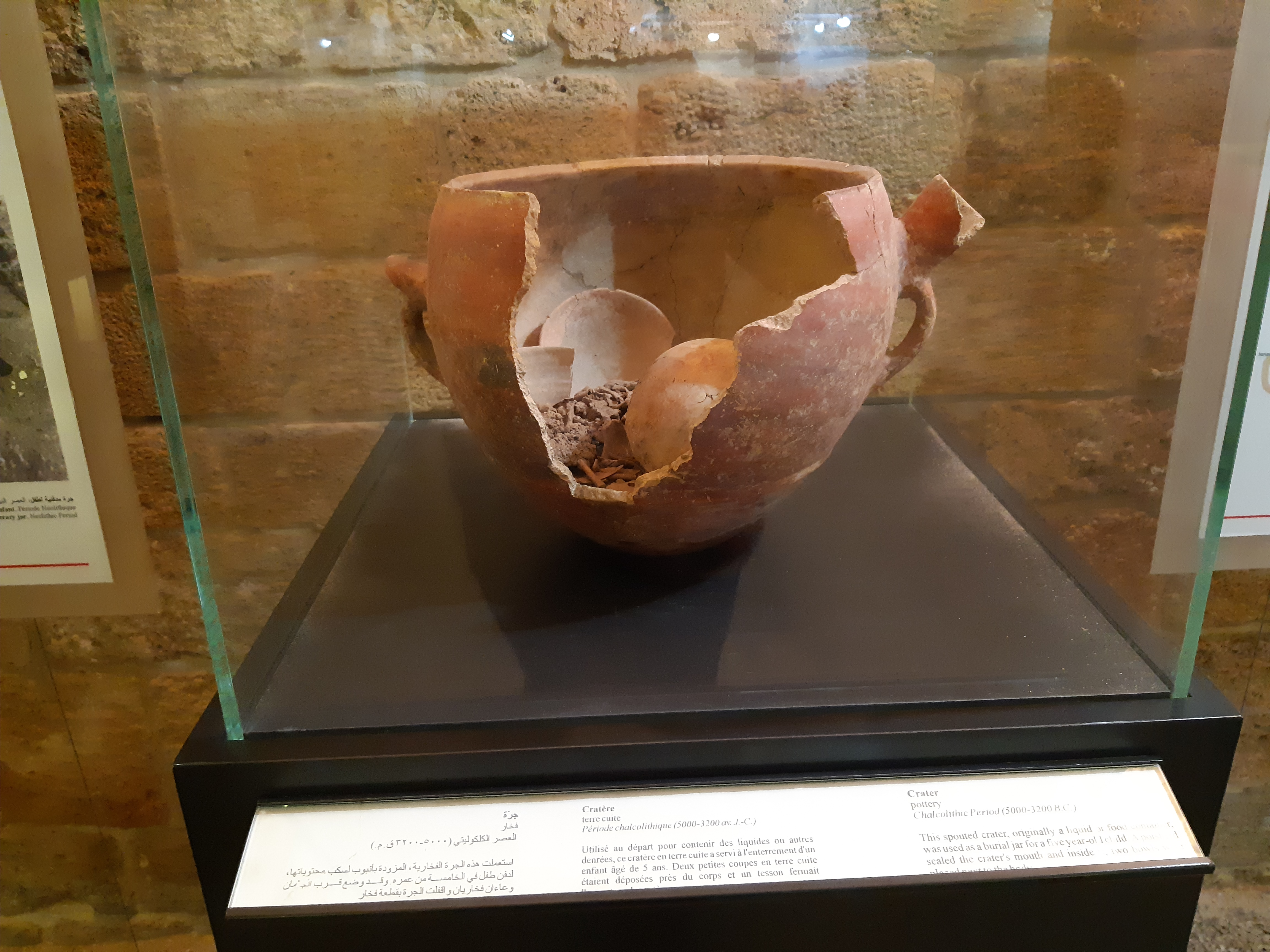
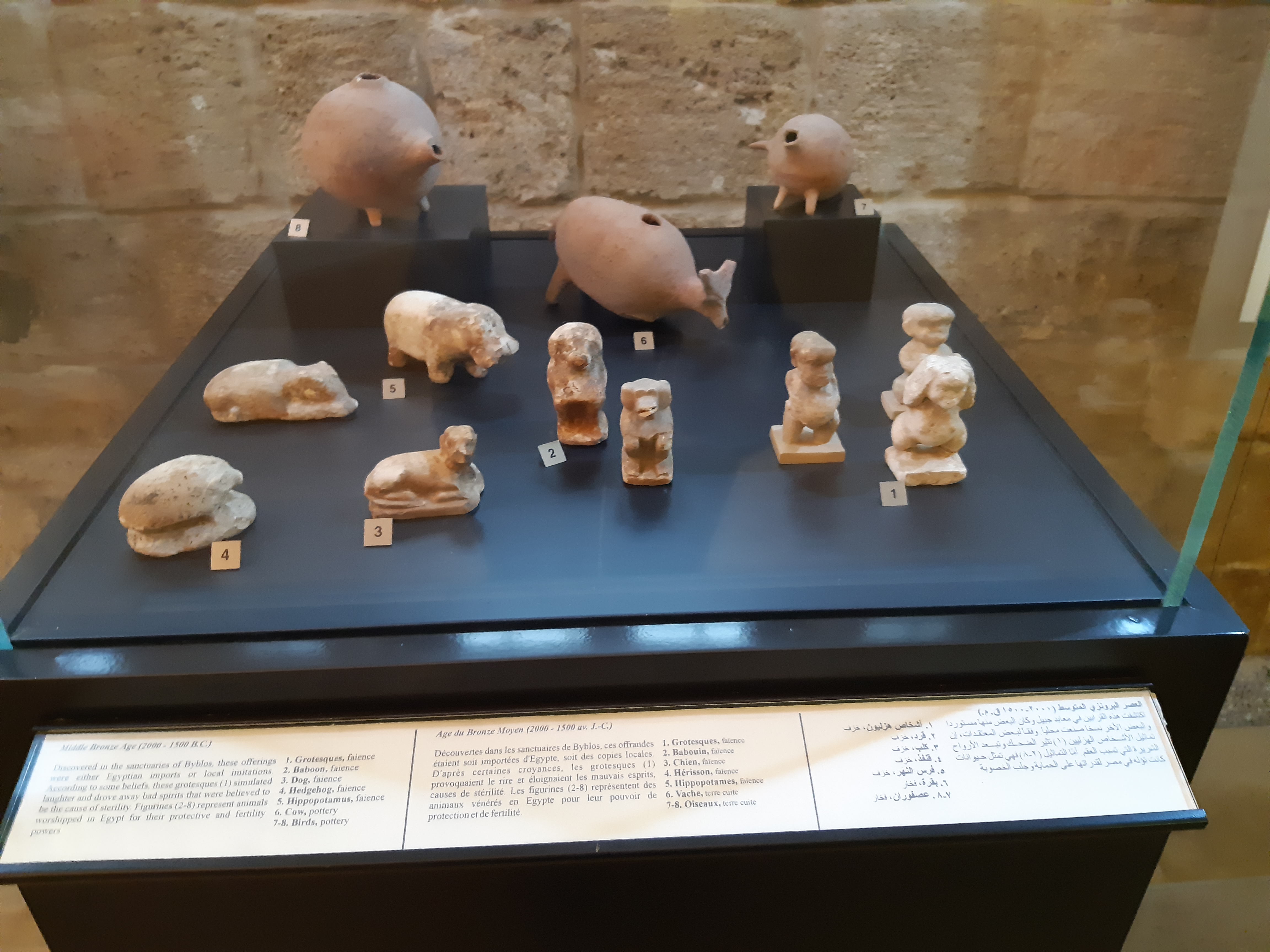